# نابیاک، نیو ساوت ولز
نابیاک، شهری کوچک در مید نورث کست، نیو ساوت ولز در استرالیا است. این شهر در جنوب تاری قرار دارد و جمعیت آن در سال ۲۰۱۶، برابر با ۱۲۵۲ تن بود.